# Xenofrea senecauxi
Xenofrea senecauxi es una especie de escarabajo longicornio del género Xenofrea, tribu Xenofreini, subfamilia Lamiinae. Fue descrita científicamente por Néouze & Tavakilian en 2005.

## Descripción
Mide 9,5-12 milímetros de longitud.

## Distribución
Se distribuye por Ecuador, Gabón y Guayana Francesa.